# Villers-Faucon
Pour les articles homonymes, voir Villers.
Villers-Faucon est une commune française située dans le département de la Somme, en région Hauts-de-France.

## Géographie

### Localisation

#### Communes limitrophes
| Guyencourt-Saulcourt | Epehy          |                     |
| Longavesnes          | Villers-Faucon | Le Ronssoy          |
| Marquaix             | Roisel         | Templeux-le-Guérard |

### Description
Villers-Faucon est un bourg picard du Vermandois, situé à 13 km au nord-est de Péronne, aisément accessible par l'ancienne route nationale 17 (actuelle RD 917) et les autoroutes A1, A2 et A26.
En 2019, la localité est desservie par la ligne d'autocars no 48 (Épehy - Villers-Faucon - Péronne) du réseau interurbain Trans'80 Hauts-de-France.

### Hameaux et écarts
La commune compte un hameau, celui de Sainte-Emilie, ainsi nommé au XIXe siècle après avoir été connu sous le nom de Leuilly.
On y trouve une grande exploitation agricole, la ferme Capelle, des pavillons d'habitation et un site industriel de transformation de betteraves en sucre.
Une carrière y a été exploitée, sise sur le chemin d'Épehy, dite carrière de Lully. Le domaine de Leuilly était la propriété d'une communauté religieuse, liée au chapitre de Saint-Quentin. La communauté a été dissoute pendant la Révolution française et la ferme, dès lors, exploitée par de nouveaux cultivateurs laïcs. Leuilly est érigée en commune indépendante avant d'être rattachée à Villers-Faucon en 1794.

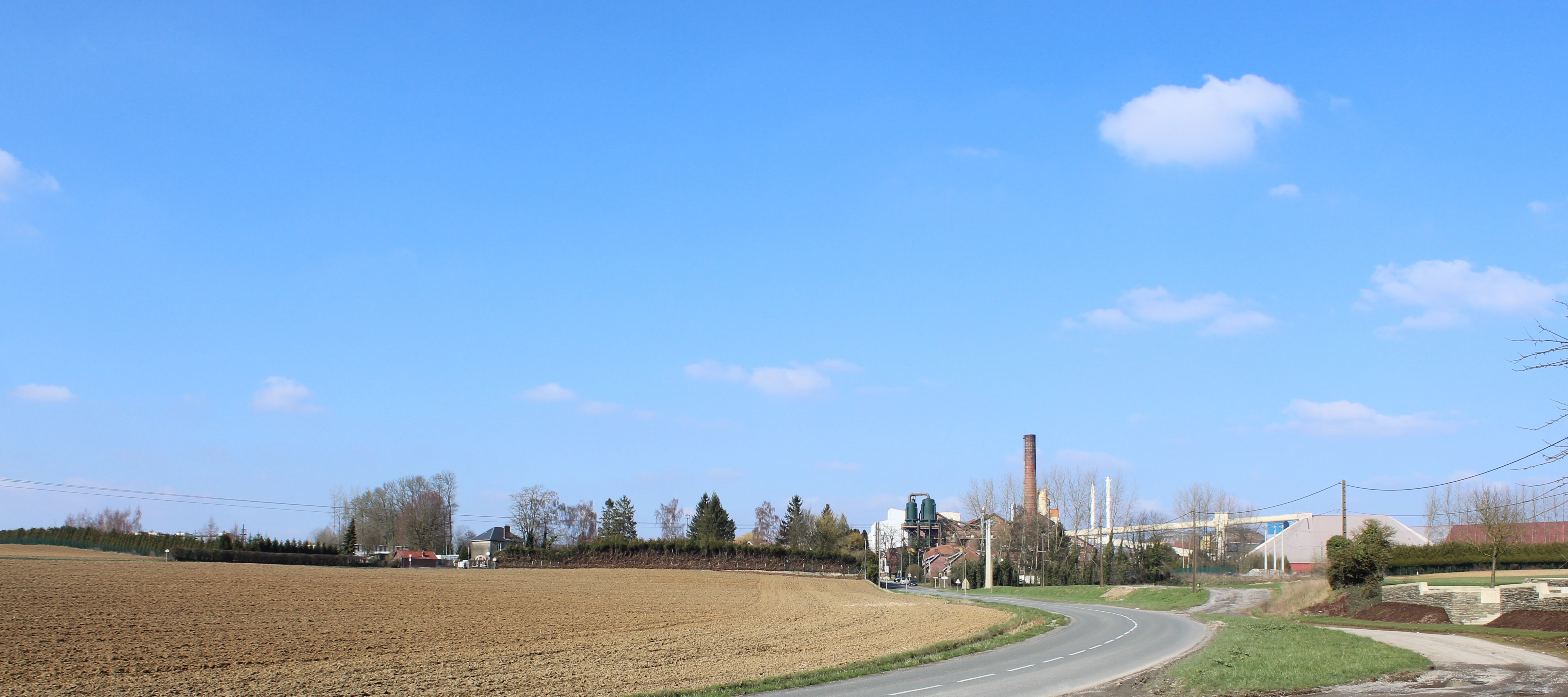
Vue générale du hameau de Sainte-Émilie.
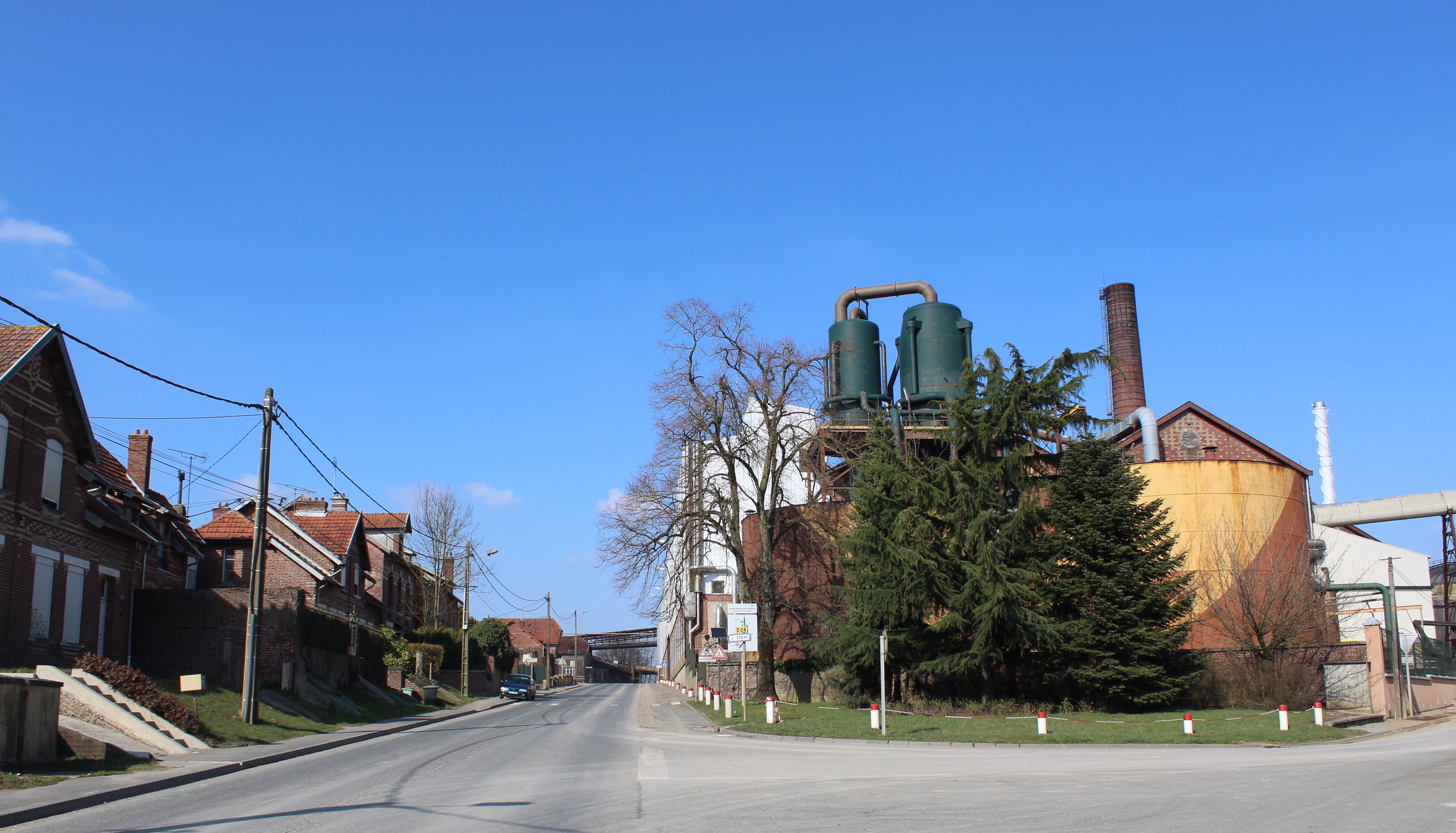
Le hameau de Sainte-Émilie.

### Hydrographie
La commune est située dans le bassin Artois-Picardie. Elle n'est drainée par aucun cours d'eau.

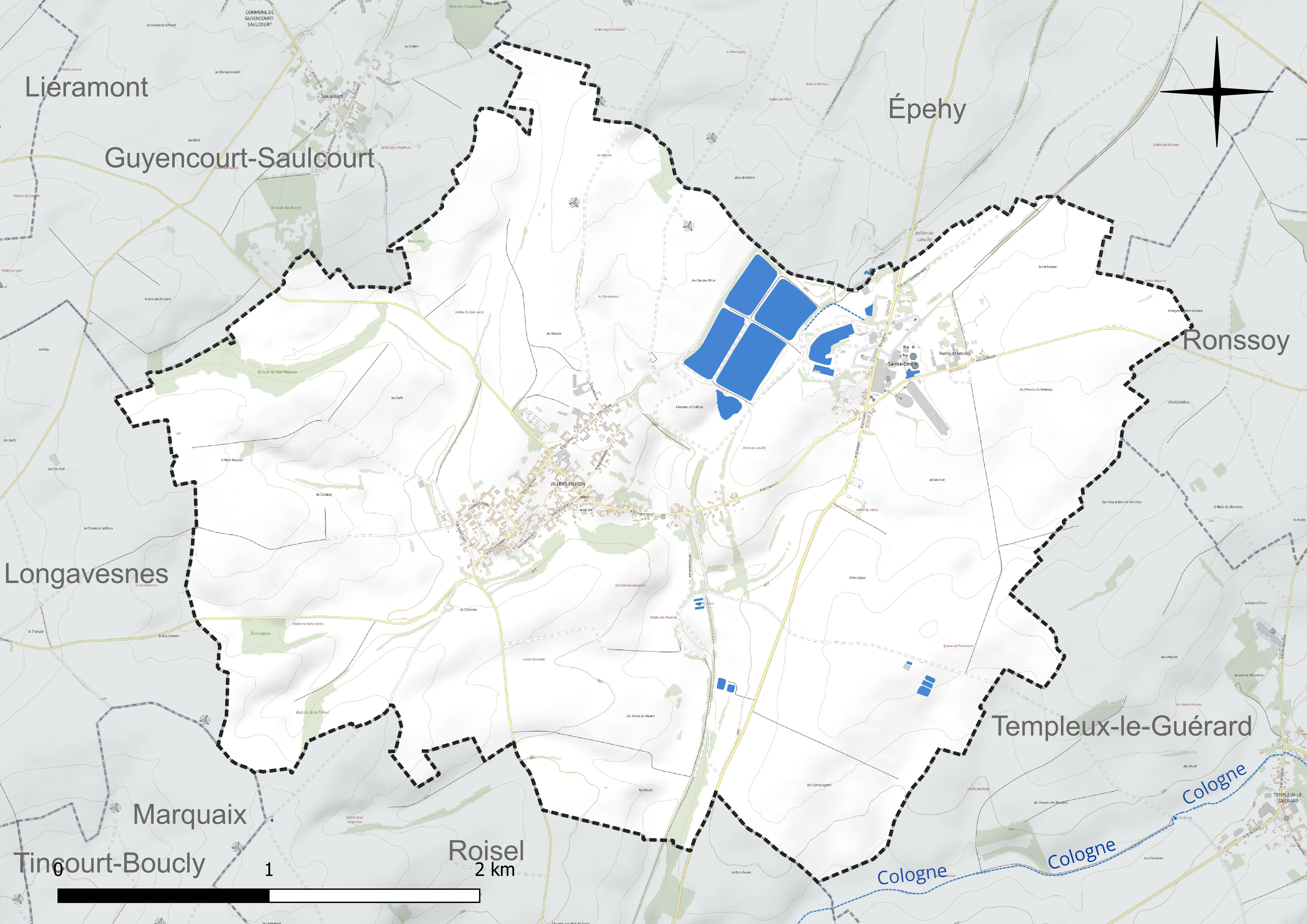
Réseau hydrographique de Villers-Faucon.

### Climat
Pour des articles plus généraux, voir Climat des Hauts-de-France et Climat de la Somme.
En 2010, le climat de la commune est de type climat océanique dégradé des plaines du Centre et du Nord, selon une étude du CNRS s'appuyant sur une série de données couvrant la période 1971-2000. En 2020, Météo-France publie une typologie des climats de la France métropolitaine dans laquelle la commune est exposée à un climat océanique et est dans la région climatique Nord-est du bassin Parisien, caractérisée par un ensoleillement médiocre, une pluviométrie moyenne régulièrement répartie au cours de l'année et un hiver froid (3 °C).
Pour la période 1971-2000, la température annuelle moyenne est de 10,2 °C, avec une amplitude thermique annuelle de 14,4 °C. Le cumul annuel moyen de précipitations est de 724 mm, avec 12,3 jours de précipitations en janvier et 9,6 jours en juillet. Pour la période 1991-2020, la température moyenne annuelle observée sur la station météorologique la plus proche, située sur la commune d'Épehy à 4 km à vol d'oiseau, est de 10,6 °C et le cumul annuel moyen de précipitations est de 752,8 mm,. Pour l'avenir, les paramètres climatiques de la commune estimés pour 2050 selon différents scénarios d'émission de gaz à effet de serre sont consultables sur un site dédié publié par Météo-France en novembre 2022.
| Mois                                  | jan.             | fév.             | mars           | avril         | mai           | juin          | jui.          | août          | sep.          | oct.            | nov.            | déc.           | année      |
| ------------------------------------- | ---------------- | ---------------- | -------------- | ------------- | ------------- | ------------- | ------------- | ------------- | ------------- | --------------- | --------------- | -------------- | ---------- |
| Température minimale moyenne (°C)     | 1,1              | 1,3              | 3,1            | 4,8           | 8,2           | 10,9          | 12,8          | 12,8          | 10,3          | 7,7             | 4,3             | 1,8            | 6,6        |
| Température moyenne (°C)              | 3,4              | 4                | 6,9            | 9,8           | 13,2          | 16,1          | 18,3          | 18,3          | 15,2          | 11,3            | 6,9             | 4              | 10,6       |
| Température maximale moyenne (°C)     | 5,7              | 6,8              | 10,7           | 14,7          | 18,2          | 21,2          | 23,7          | 23,9          | 20            | 14,9            | 9,5             | 6,2            | 14,6       |
| Record de froid (°C) date du record   | −13,9 01.01.1997 | −13,4 07.02.1991 | −12,4 13.03.13 | −4,6 08.04.03 | −2 03.05.21   | 1,6 05.06.12  | 4,5 03.07.11  | 4,8 20.08.14  | 0,6 30.09.18  | −4,4 29.10.1997 | −8,8 23.11.1998 | −14,4 18.12.10 | −14,4 2010 |
| Record de chaleur (°C) date du record | 14,3 09.01.15    | 18,1 26.02.19    | 24,1 31.03.21  | 26,6 20.04.18 | 31,2 27.05.05 | 34,5 18.06.22 | 41,1 25.07.19 | 37,4 12.08.03 | 34,4 15.09.20 | 28,3 01.10.11   | 18,8 02.11.20   | 15,8 07.12.00  | 41,1 2019  |
| Précipitations (mm)                   | 63,5             | 57,5             | 55,1           | 44,8          | 62,7          | 62,6          | 60,5          | 68,6          | 55,2          | 69,8            | 70,1            | 82,4           | 752,8      |

## Urbanisme

### Typologie
Au 1er janvier 2024, Villers-Faucon est catégorisée commune rurale à habitat dispersé, selon la nouvelle grille communale de densité à sept niveaux définie par l'Insee en 2022.
Elle est située hors unité urbaine et hors attraction des villes,.

### Occupation des sols
L'occupation des sols de la commune, telle qu'elle ressort de la base de données européenne d'occupation biophysique des sols Corine Land Cover (CLC), est marquée par l'importance des territoires agricoles (87,8 % en 2018), en diminution par rapport à 1990 (90,2 %). La répartition détaillée en 2018 est la suivante : 
terres arables (87,8 %), zones industrielles ou commerciales et réseaux de communication (7,3 %), zones urbanisées (4,8 %). L'évolution de l'occupation des sols de la commune et de ses infrastructures peut être observée sur les différentes représentations cartographiques du territoire : la carte de Cassini (XVIIIe siècle), la carte d'état-major (1820-1866) et les cartes ou photos aériennes de l'IGN pour la période actuelle (1950 à aujourd'hui).

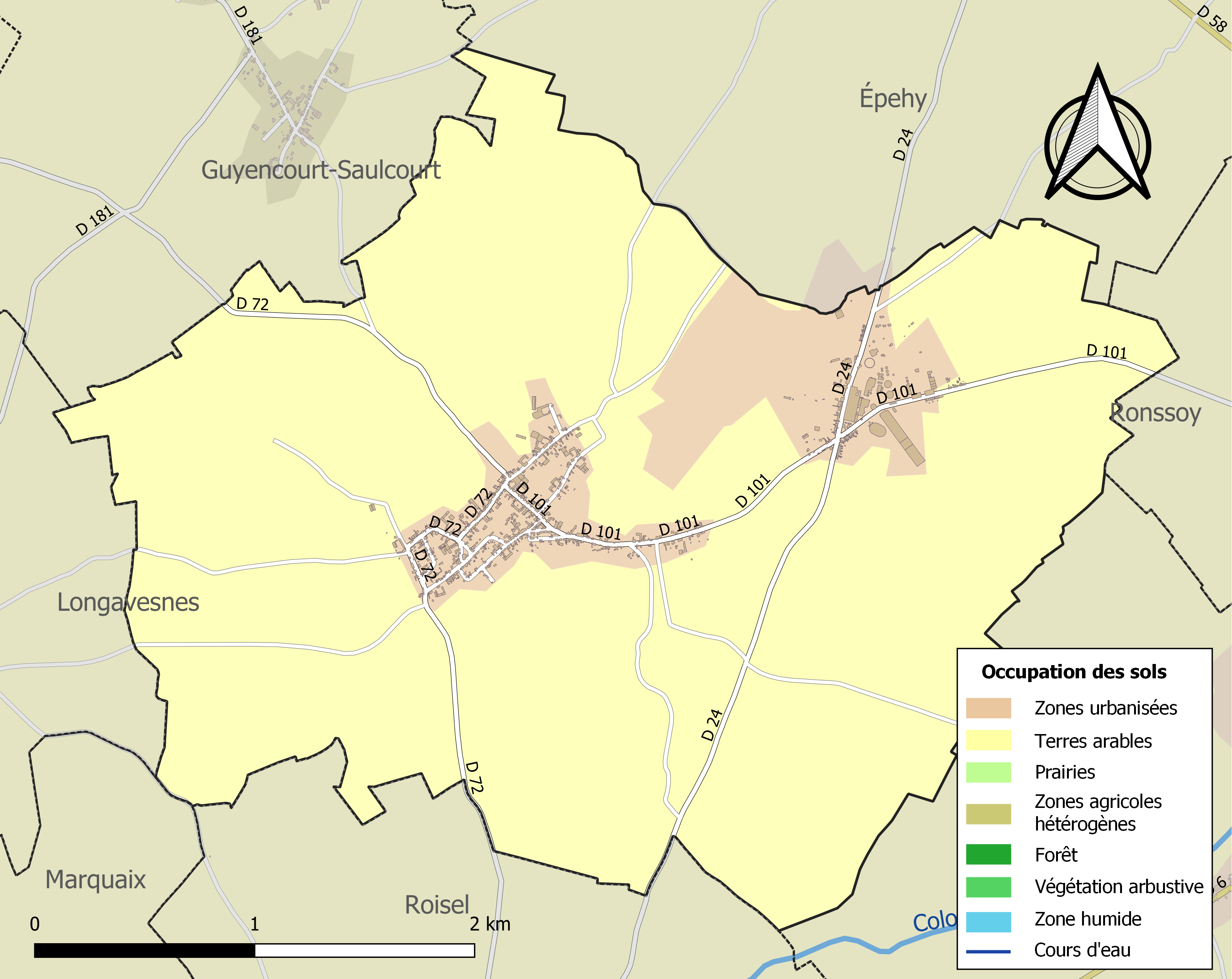
Carte des infrastructures et de l'occupation des sols de la commune en 2018 (CLC).

## Toponymie
Le nom de la localité est attesté sous les formes Vileirs (1174) ; Villers (1180-1181-1201-1218) ; Villaria le faucon (1285) ; Villaris (1201) ; Villaris falconis (12..) ; Villers le Facon (XIIIe siècle) ; Villers le faulcon (1419) ; Villiers le faulcon (1559) ; Villers-Faucon (1564) ; Villiers Faulcon (1569) ; Viller faucon (1573) ; Villare Falconis (1562) ; Villiers Faucon (1648) ; Villers Foucon (1764).

Formation toponymique médiévale en Villers-, appellatif toponymique issu du latin villare désignant une partie de la villa, c'est-à-dire « partie d'un domaine », donc « ferme ».
D'après la monographie qu'a consacré l'abbé Decagny, au canton de Roisel, le nom de Villers-Faucon est dérivé de Villers-Falcon, et auparavant de Villare Falconis, ce qui signifie en latin : « villa aux faucons ». En effet, Villers-Faucon aurait été une fauconnerie seigneuriale, des puissants comtes de Vermandois, située au cœur de la forêt d'Arrouaise.

## Histoire

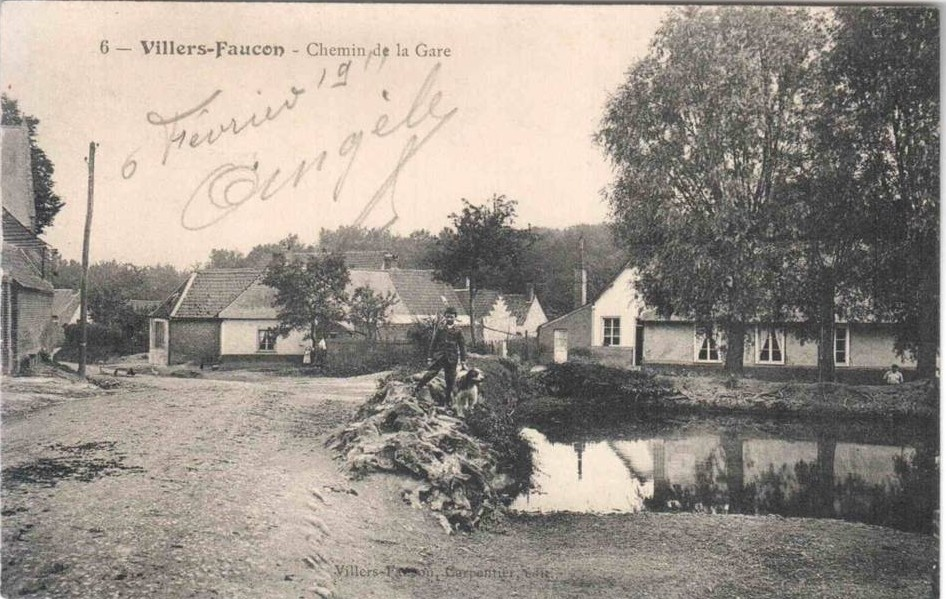
Vue du village vers 1910.

Au XIXe siècle, Henry Émile Victor Vion, alors propriétaire et exploitant de la ferme de Leuilly, se lance dans la transformation de la betterave à sucre. Il installe sa propre sucrerie-distillerie sur ses terres, à proximité de son exploitation sur la colline dite Mont de Leuilly. Il nomme son urbanisation Sainte-Émilie du prénom de sa fille cadette Émilie Vion, engagée dans les ordres, malgré la dénomination historique du lieu.
Son entreprise est un succès, et donne du travail à la population des alentours, depuis la culture jusqu'à la transformation de la betterave.
La guerre 1914-1918
Comme d'autres villages  de la région, Villers-Faucon est sorti meurtri de la Grande Guerre car le village a été entièrement rasé en 1917 par les Allemands.
Le 28 août 1914, soit moins d'un mois après la déclaration de guerre, l'armée française bat en retraite vers l'ouest et les Allemands arrivent à Villers-Faucon. Dès lors commence l'occupation allemande qui dure jusqu'en mars 1917.
Le front se situant à une vingtaine de kilomètres à l'ouest de Péronne, l'activité des occupants consiste principalement à assurer le logement des combattants  et l'approvisionnement en nourriture. Des arrêtés de la kommandantur obligent, à date fixe, sous la responsabilité du maire et du conseil municipal et sous peine de sanctions, la population à fournir : blé, œufs, lait, viande, légumes, destinés à nourrir les soldats du front. Toutes les personnes valides devaient effectuer des travaux agricoles ou d'entretien.
Voici des extraits d'un arrêté de la kommandantur d'Holnon valable pour 25 communes de la région : " Holnon le 22 juillet 1915. Tous les ouvriers et les femmes et les enfants de 15 ans sont obligés de faire des travaux des champs tous les jours aussi le dimanche de quatre heures du matin jusque huit heures du soir... Après la récolte, les fainéants seront emprisonnés 6 mois... Les femmes fainéantes seront exilées à Holnon pour travailler. Après la récolte, les femmes seront emprisonnées 6 mois... Les enfants fainéants seront punis de coups de bâton. De plus le commandant se réserve de punir les ouvriers fainéants de 20 coups de bâton tous les jours... Les ouvriers de la commune de Vendelles sont punis sévèrement".
En février 1917, les Dioscures Paul von Hindenburg et Erich Ludendorff, à la suite de la bataille de la Somme, décident la création d'une ligne défense à l'arrière du front, s'étendant de Lens à Soissons, la Ligne Hindenburg ; lors du retrait des troupes allemandes, tous les villages seraient détruits pour ne pas servir d'abri aux troupes franco-anglaises.
Dès le 15 février, les habitants sont évacués vers le nord (dans le secteur de Denain), des charges de dynamite sont posées autour de tous les édifices de la commune (y compris la sucrerie de Sainte-Émilie), les arbres coupés, de manière à laisser le champ libre en prévision de l'approche des troupes. Le village est anéanti, sauf le cimetière de la commune, qui est lui respecté.Le village, vidé de ses habitants, reste occupé par les Allemands ; il est le théâtre de nombreux combats en mars-avril 1917. Les ruines du village sont plusieurs fois reprises par chaque camp et ce n'est qu'en septembre 1918, lors de la bataille de la ligne Hindenburg que Villers-Faucon est définitivement libéré par le 3e corps britannique.

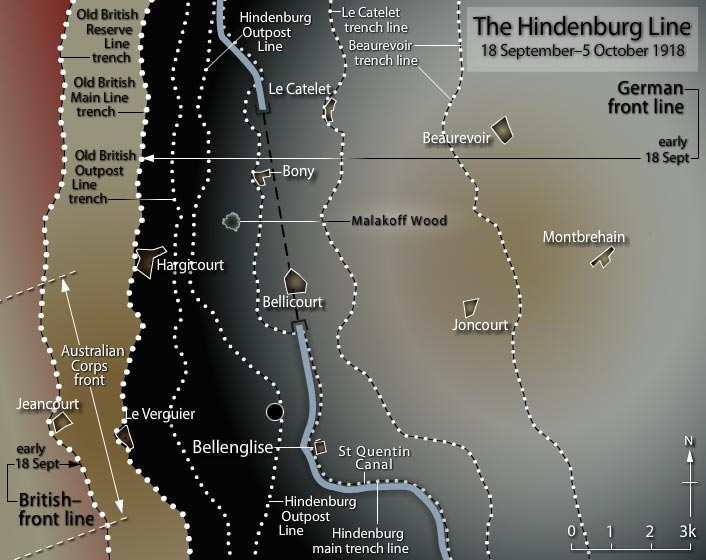
Carte de la bataille de la ligne Hindenburg.
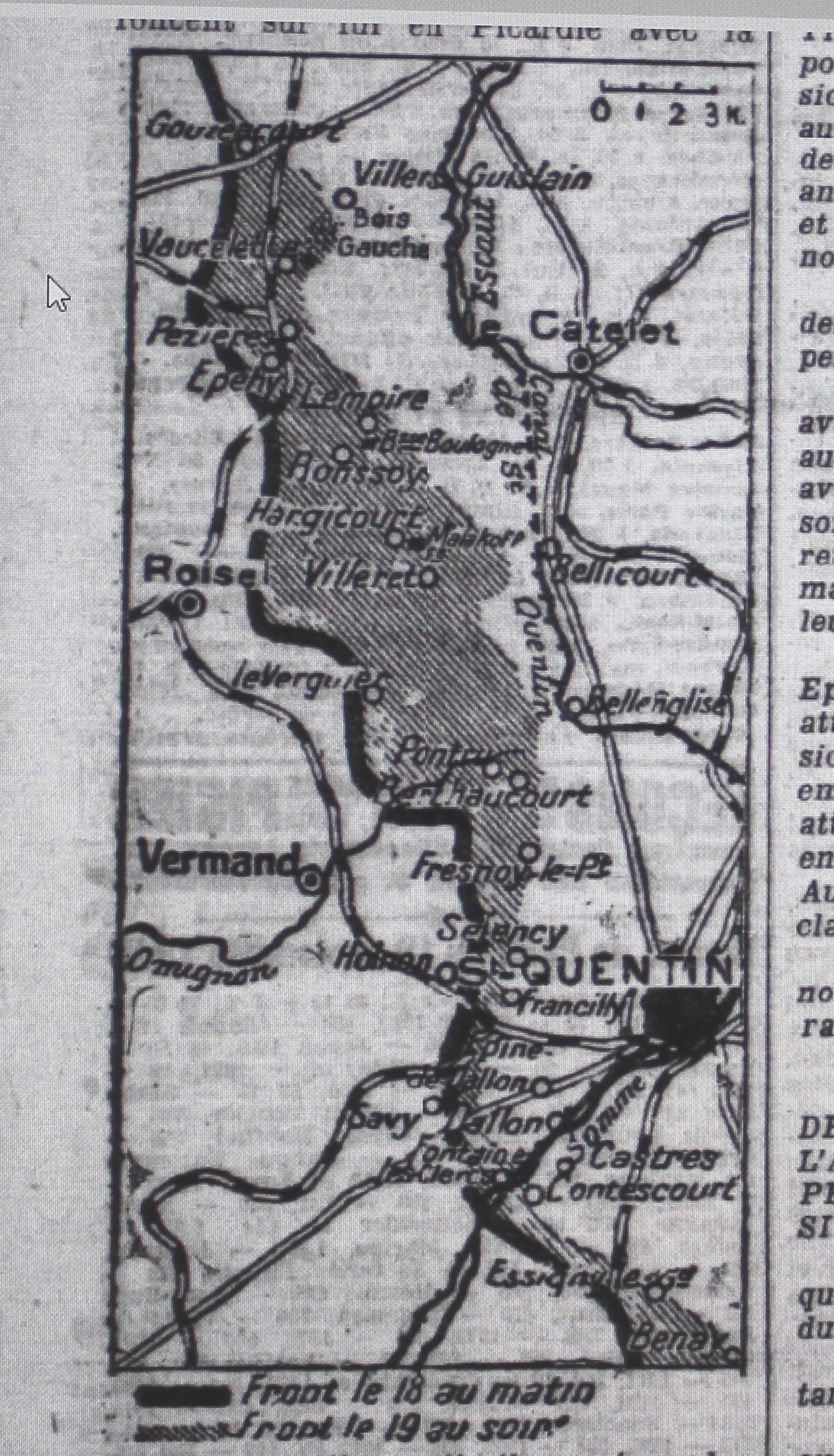
Carte de la ligne Hindenburg en 1918
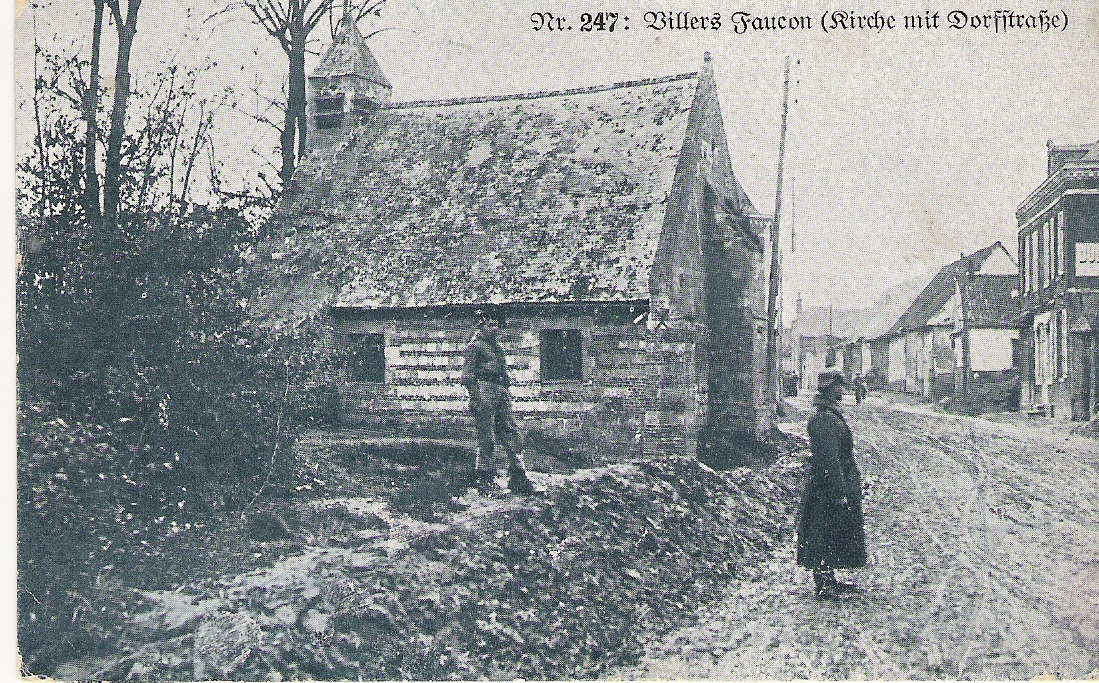
Carte postale allemande, avant les destructions de 1917.

Le village est considéré comme détruit à la fin de la guerre et a  été décoré de la Croix de guerre 1914-1918, le 27 octobre 1920.

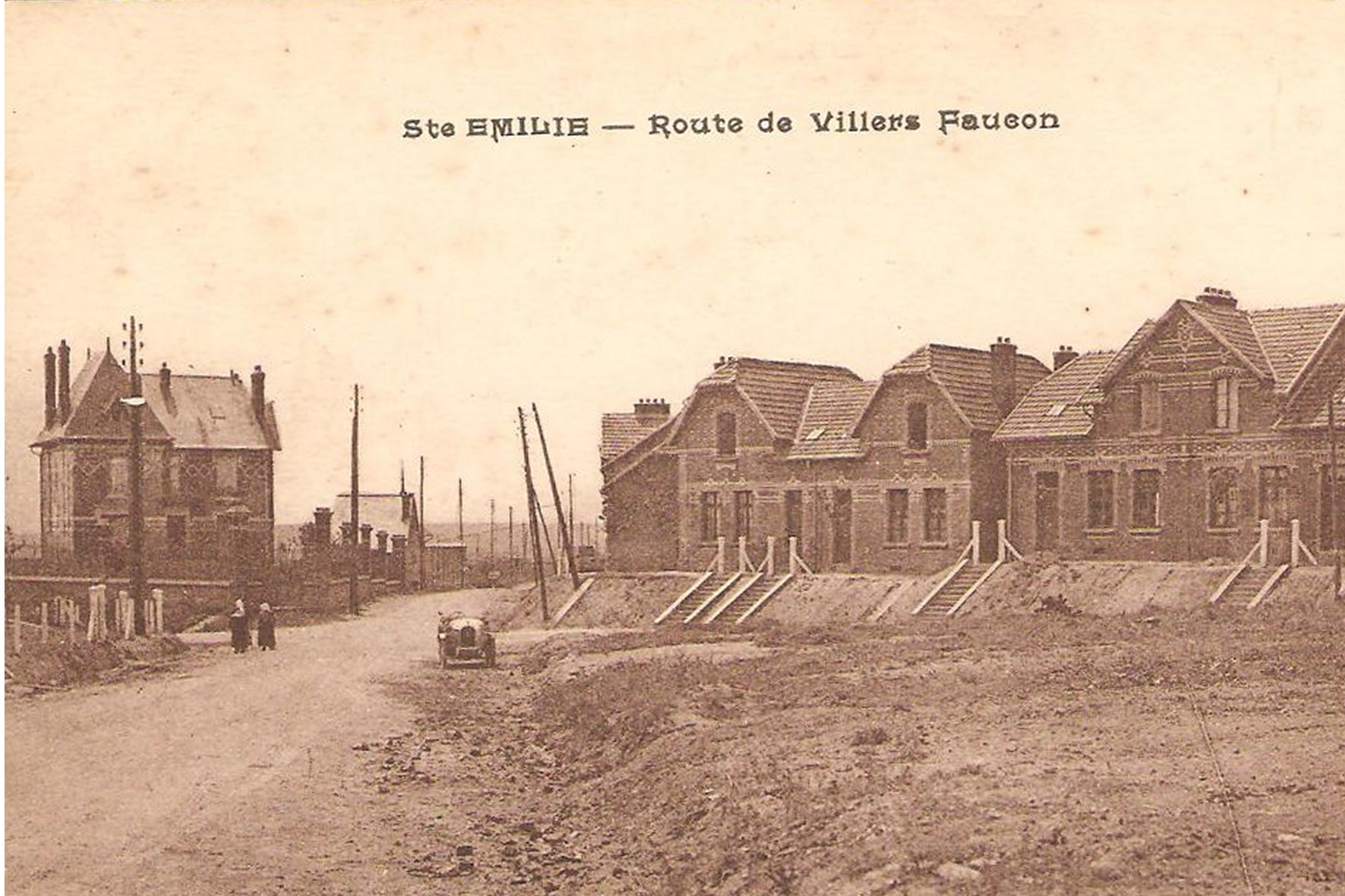
Sainte-Émilie en reconstruction vers1920.

À la suite du conflit, démarra une phase de reconstruction qui durera presque une décennie, menée par une coopérative de reconstruction, administrant la perception des droits de guerre.
 De 1 277 habitants avant la guerre en 1911, Villers-Faucon n'en comptait plus que 554 en 1921, soit moins de la moitié.

## Politique et administration

### Rattachements administratifs et électoraux
Rattachements administratifs

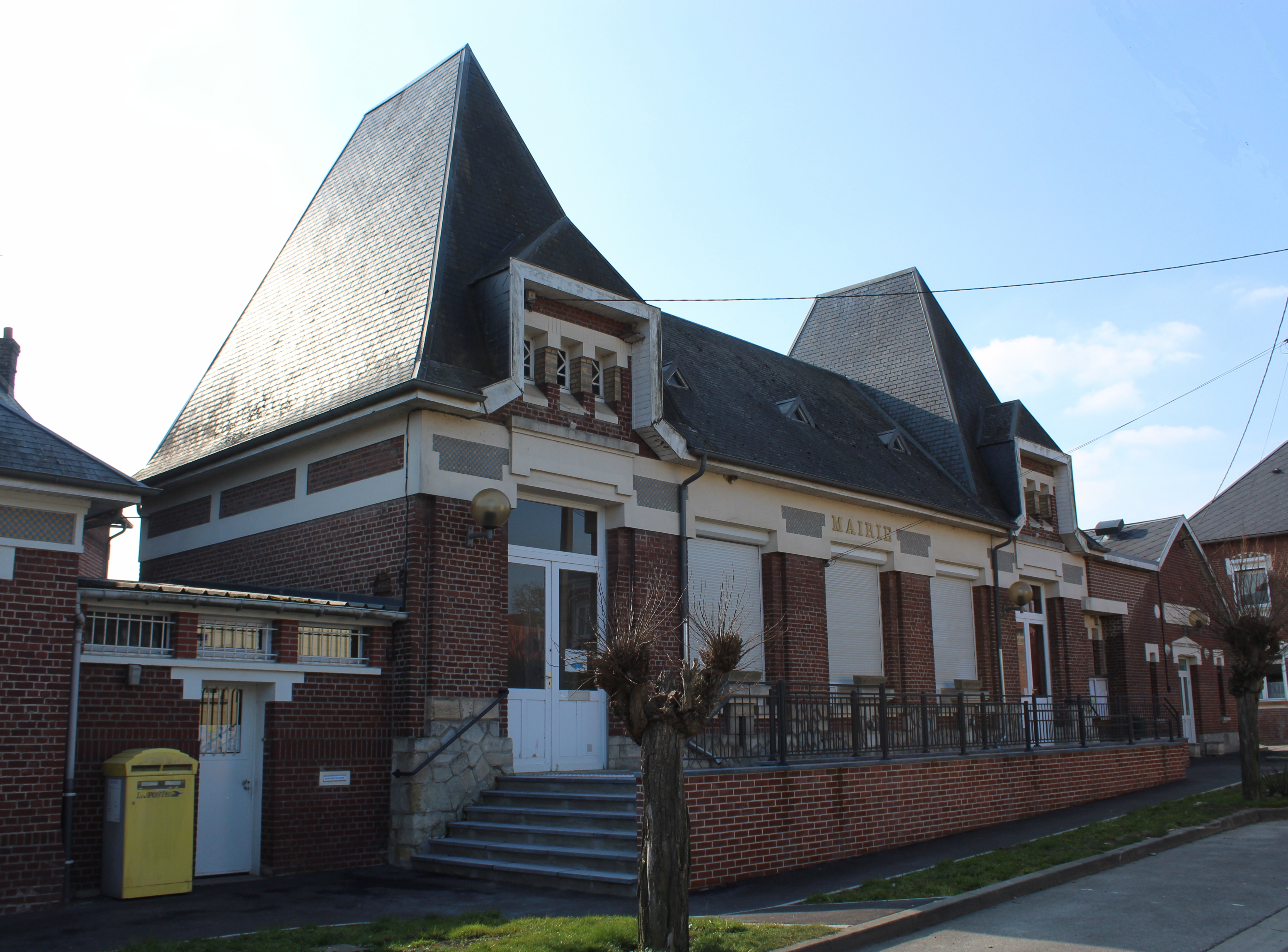
La mairie.

La commune se trouve  dans l'arrondissement de Péronne du département de la Somme.
Elle faisait partie depuis 1801 du canton de Roisel. Dans le cadre du redécoupage cantonal de 2014 en France, cette circonscription administrative territoriale a disparu, et le canton n'est plus qu'une circonscription électorale.
Rattachements électoraux
Pour les élections départementales, la commune fait partie depuis 2014 du canton de Péronne
Pour l'élection des députés, elle fait partie de la cinquième circonscription de la Somme.

### Intercommunalité
La commune était membre de la communauté de communes du canton de Roisel, un établissement public de coopération intercommunale (EPCI) à fiscalité propre créé en 1994.
Celle-ci est dissoute et ses communes intégrées le 1er janvier 2012 à la plus vaste communauté de communes de la Haute Somme; dont Villers-Faucon est désormais membre.

### Administration municipales
Compte tenu de la population de la commune, le conseil municipal est constitué de quinze conseillers.

### Liste des maires
| Période                                  | Période                      | Identité         | Étiquette | Qualité |
| ---------------------------------------- | ---------------------------- | ---------------- | --------- | --- |
| Les données manquantes sont à compléter. |                              |                  |           | |
| 1989                                     | 1996                         | Gilbert Paget    | SE        | |
| 1996                                     | 2014                         | André Brouette   | SE        | |
| 2014                                     | En cours (au 5 juillet 2020) | Séverine Mordacq | UDI-DVD   | Agricultrice propriétaire-exploitante Conseillère départementale de Péronne (2015 → ) Réélue pour le mandat 2020-2026, |

## Population et société

### Démographie
L'évolution du nombre d'habitants est connue à travers les recensements de la population effectués dans la commune depuis 1793. Pour les communes de moins de 10 000 habitants, une enquête de recensement portant sur toute la population est réalisée tous les cinq ans, les populations de référence des années intermédiaires étant quant à elles estimées par interpolation ou extrapolation. Pour la commune, le premier recensement exhaustif entrant dans le cadre du nouveau dispositif a été réalisé en 2008.

En 2022, la commune comptait 541 habitants, en évolution de −11,46 % par rapport à 2016 (Somme : −1,26 %, France hors Mayotte : +2,11 %).
| 1793  | 1800  | 1806  | 1821  | 1831  | 1836  | 1841  | 1846  | 1851  |
| ----- | ----- | ----- | ----- | ----- | ----- | ----- | ----- | ----- |
| 1 202 | 1 135 | 1 098 | 1 224 | 1 381 | 1 440 | 1 442 | 1 522 | 1 440 |

| 1856  | 1861  | 1866  | 1872  | 1876  | 1881  | 1886  | 1891  | 1896  |
| ----- | ----- | ----- | ----- | ----- | ----- | ----- | ----- | ----- |
| 1 387 | 1 461 | 1 478 | 1 510 | 1 483 | 1 368 | 1 242 | 1 240 | 1 392 |

| 1901  | 1906  | 1911  | 1921 | 1926 | 1931 | 1936 | 1946 | 1954 |
| ----- | ----- | ----- | ---- | ---- | ---- | ---- | ---- | ---- |
| 1 372 | 1 289 | 1 277 | 554  | 950  | 943  | 873  | 796  | 842  |

| 1962 | 1968 | 1975 | 1982 | 1990 | 1999 | 2006 | 2008 | 2013 |
| ---- | ---- | ---- | ---- | ---- | ---- | ---- | ---- | ---- |
| 904  | 916  | 803  | 704  | 662  | 625  | 656  | 665  | 645  |

| 2018 | 2022 | - | - | - | - | - | - | - |
| ---- | ---- | - | - | - | - | - | - | - |
| 566  | 541  | - | - | - | - | - | - | - |

### Enseignement
Les communes de Villers-Faucon, Roisel et Bernes se sont organisées en regroupement pédagogique intercommunal (RPI) pour la gestion de l'enseignement primaire local. À la rentrée de septembre 2019, l'école de Villers-Faucon n'accueille plus d'élèves.
En 2020, l'aspect financier est géré par le syndicat scolaire de la Haute Somme (Sisco) concernant huit communes : Bernes, Pœuilly, Hancourt, Hervilly-Montigny, Hesbécourt, Vraignes-en-Vermandois, Villers-Faucon et Roisel. Le syndicat a la responsabilité de deux sites, avec deux classes maternelles à Bernes, et surtout neuf classes à Roisel, trois en maternelle et six en primaire.

## Culture locale et patrimoine

### Lieux et monuments
- Église Notre-Dame, reconstruite en 1932 par l'architecte Louis Faille. Œuvre totale d'architecture, elle est un des nombreux ouvrages que compte l'architecte dans son travail durant la période de reconstruction de l'Est de la Somme.

- Chapelle de Sainte-Émilie. Cette chapelle funéraire date de 1852, c'est le lieu de sépulture des familles Vion et Capelle[33].
- Chapelle du chapitre Saint-Quentin (propriété privée).
- Sucrerie Vion et Cie, connue sous l'appellation S.V.I. (Société Vermandoise Industrie), dont la cité sucrière, reconstruite à la fin des années 1920, comprend un ensemble de bureaux, logements d'ouvriers et patronaux, jardins, ateliers de fabrication et bâtiments à usage industriel, constituant un des exemples intéressants de l'architecture industrielle de la reconstruction dans l'Est de la Somme[34].

- L'ancienne gare située sur la ligne de Vélu-Bertincourt à Saint-Quentin en fonction de 1880 à 1955.

- Cimetières militaires britanniques:
  - Sainte-Emilie Valley Cemetery
  - Villers-Faucon Communal Cemetery and Extension

Les cimetières militaires
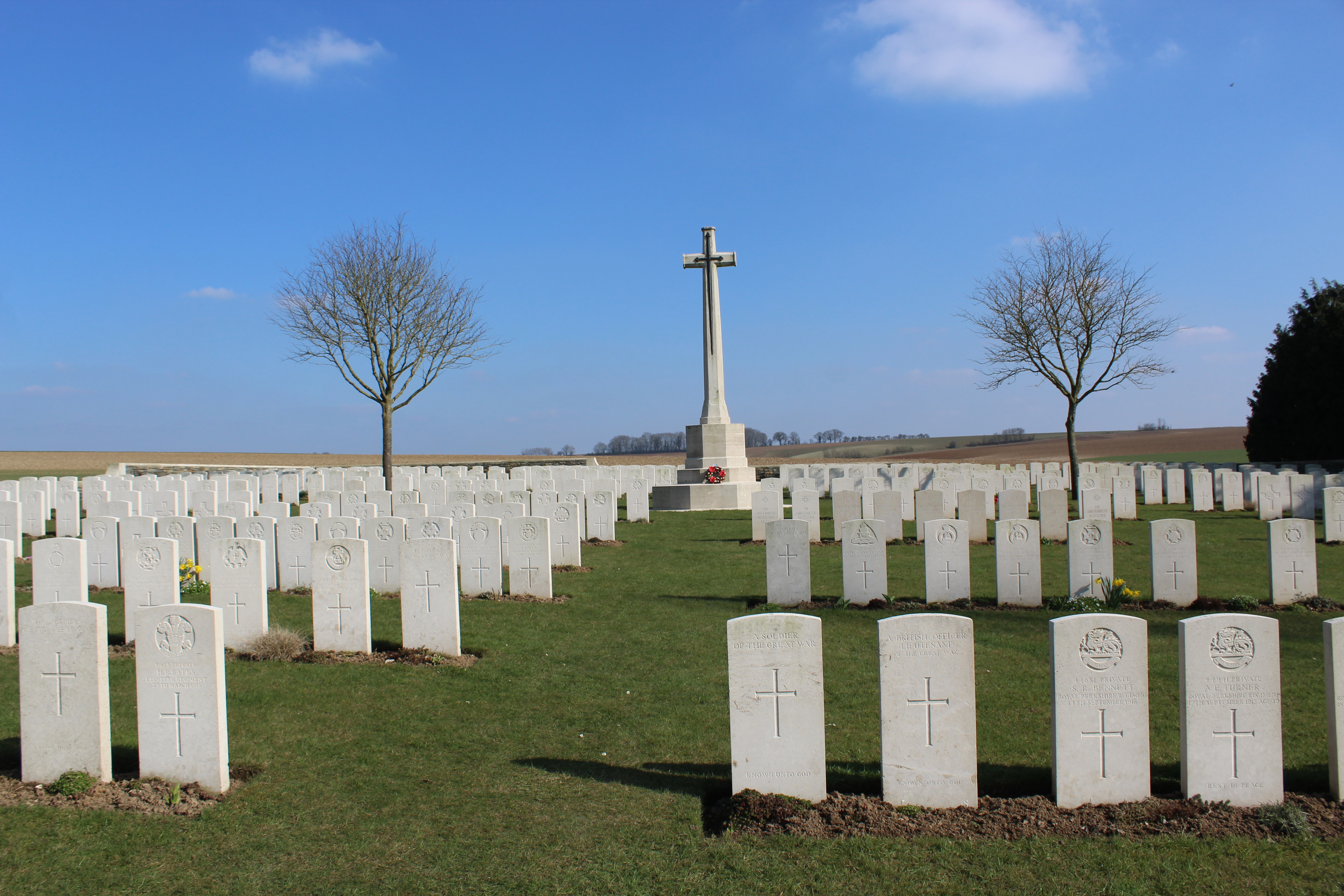
Sainte-Emilie Valley Cimetery.
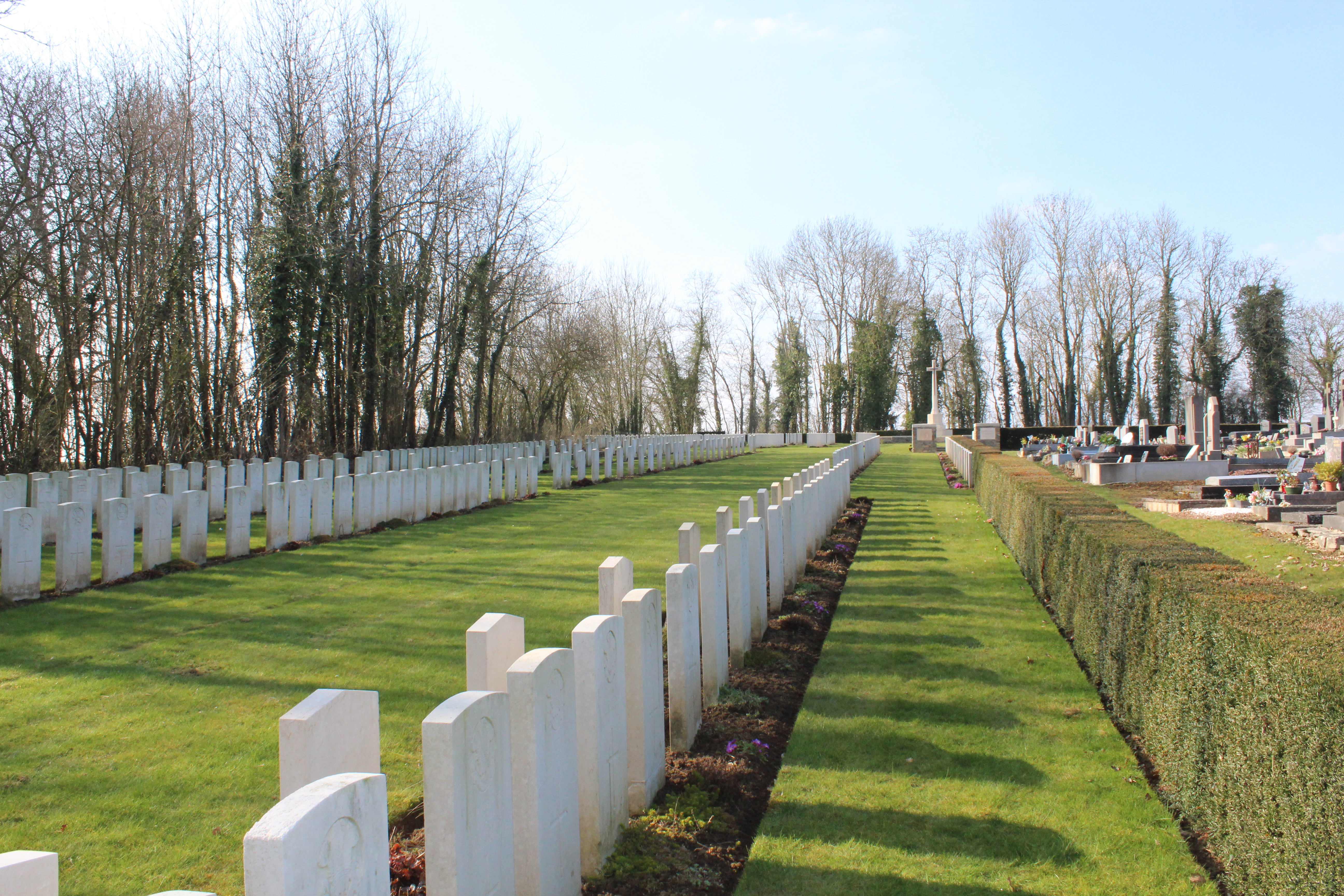
Le cimetière militaire accolé au cimetière municipal.

- Monument aux morts : 
Sur le monument aux morts sont inscrits les noms de 47 soldats villérois Morts pour la France.

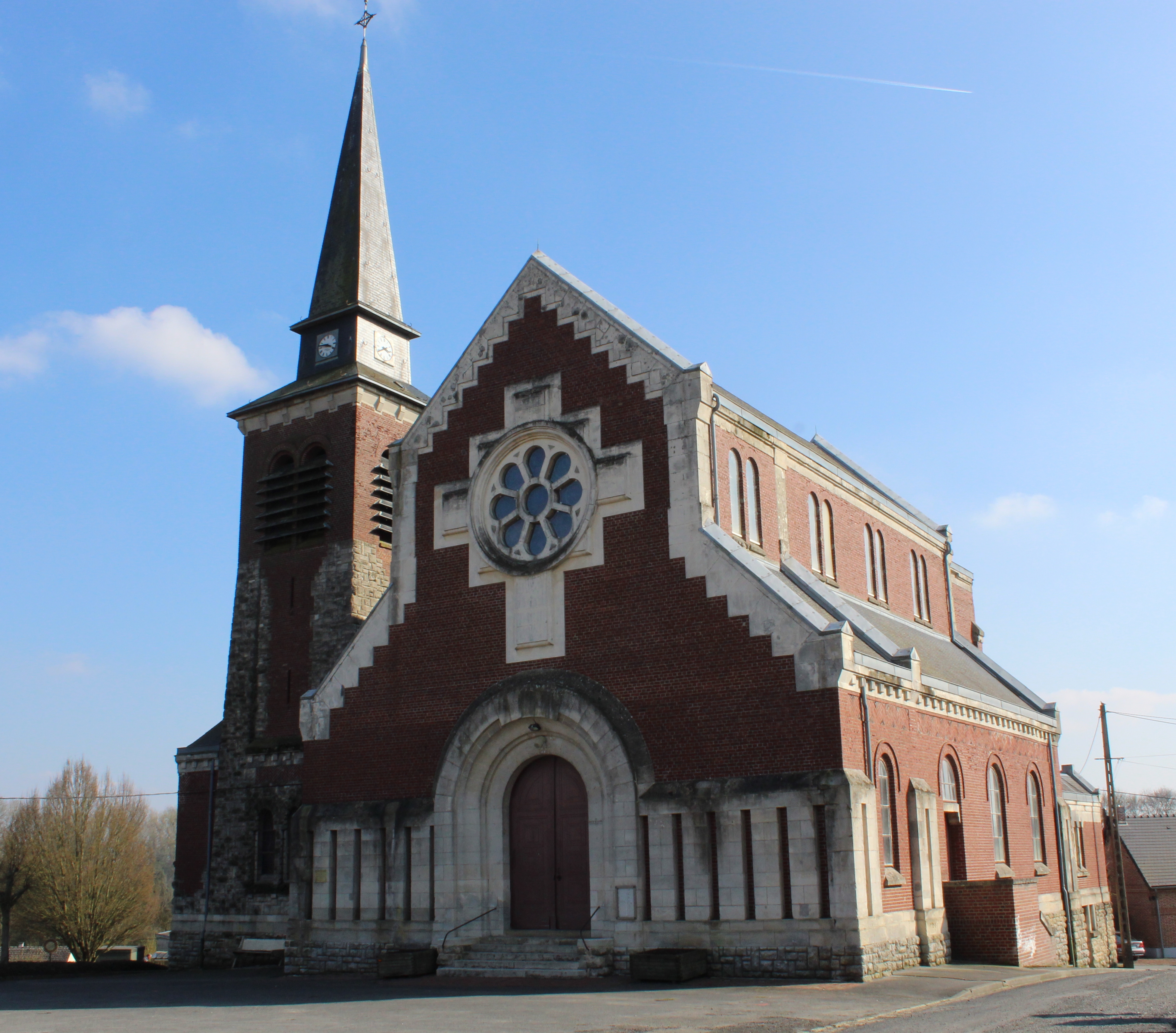
L'église Notre-Dame.
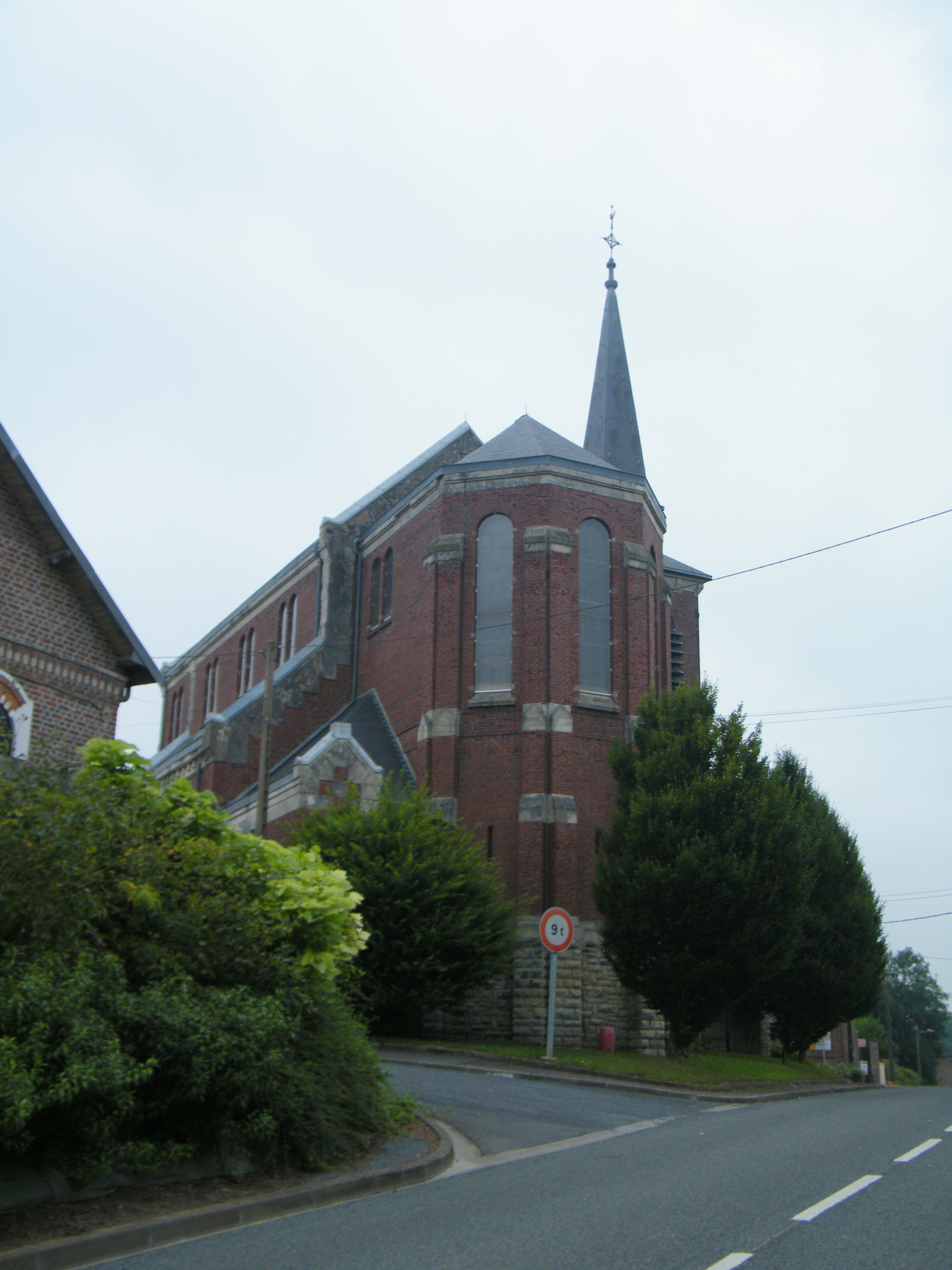
Autre vue de l'église.
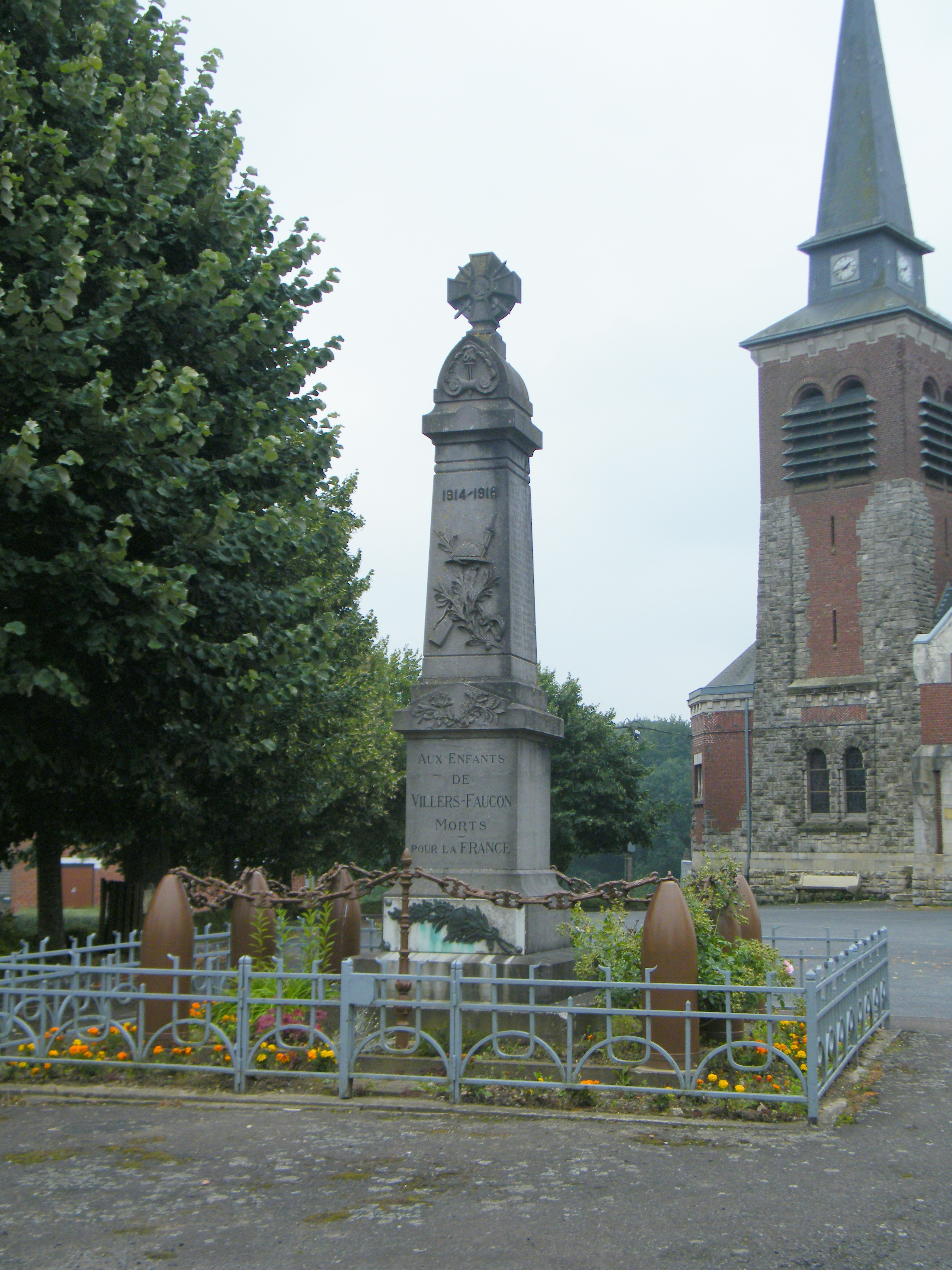
Le monument aux morts.

### Personnalités liées à la commune
- Henry Émile Victor Vion, créateur de la sucrerie de Sainte-Émilie. Cet entrepreneur, très influent sur le développement économique du canton, jouit d'une grande notoriété et d'un grand respect à l'échelle locale. Il se fait construire un château, illustrant sa réussite et sa prospérité, au sein du périmètre de son complexe comprenant la sucrerie et la ferme de Leuilly.
- Fin 2011-début 2012, dans une maison de Villers-Faucon, la famille Bun a séquestré, humilié, torturé et tué Christophe Rambour, un ami, à la suite d'une dispute, avant de découper et brûler son corps[35],[36].

### Héraldique
| Blason de Villers-Faucon | Blason  | De gueules au faucon d'or, la tête contournée, regardant un créquier du même au canton senestre du chef. |
| Blason de Villers-Faucon | Détails | Le statut officiel du blason reste à déterminer.                                                         |